# Малая Светлица
Малая Светлица — река в России, протекает в Нагорском районе Кировской области. Устье реки находится в 11 км по левому берегу реки Большая Светлица. Длина реки составляет 11 км.
Исток реки в 5 километрах к северо-востоку от деревни Липовка (Синегорское сельское поселение) и в 25 км к северу от посёлка Нагорск. Река течёт на северо-запад, в среднем течении протекает посёлок Крутой Лог (Синегорское сельское поселение). Впадает в Большую Светлицу тремя километрами севернее посёлка.

## Данные водного реестра
По данным государственного водного реестра России относится к Камскому бассейновому округу, водохозяйственный участок реки — Вятка от истока до города Киров, без реки Чепца, речной подбассейн реки — Вятка. Речной бассейн реки — Кама.
По данным геоинформационной системы водохозяйственного районирования территории РФ, подготовленной Федеральным агентством водных ресурсов:
- Код водного объекта в государственном водном реестре — 10010300212111100031068
- Код по гидрологической изученности (ГИ) — 111103106
- Код бассейна — 10.01.03.002
- Номер тома по ГИ — 11
- Выпуск по ГИ — 1